# Sukow-Levitzow
Sukow-Levitzow ist eine Gemeinde im Landkreis Rostock in Mecklenburg-Vorpommern (Deutschland). Die Gemeinde wird vom Amt Mecklenburgische Schweiz mit Sitz in der nicht amtsangehörigen Stadt Teterow verwaltet. Die Gemeinde entstand am 13. Juni 2004 aus dem Zusammenschluss der vormals selbständigen Gemeinden Levitzow und Sukow-Marienhof.

## Geografie
Die Gemeinde Sukow-Levitzow nördlich der Mecklenburgischen Schweiz liegt zwischen den Städten Teterow und Gnoien in einem hügeligen Gebiet, das nach Süden zur ca. 25 km² großen Niederung um  den Teterower See abfällt. Östlich von Sukow-Levitzow verläuft das Tal der oberen Peene. Der Südostteil des Gemeindegebietes liegt im Naturpark Mecklenburgische Schweiz und Kummerower See.
Zur Gemeinde Sukow-Levitzow gehören die Ortsteile Levitzow, Sukow-Marienhof und Pohnstorf.
Umgeben wird Sukow-Levitzow von den Nachbargemeinden Jördenstorf im Norden und Osten, Alt Sührkow im Süden, Thürkow im Westen sowie Groß Wüstenfelde im Nordwesten.

## Geschichte
Vor etwa 1.400 Jahren bestand nahe Sukow eine slawische Fliehburg, die zu den ältesten in Mecklenburg nachgewiesenen zählt. Ausgrabungen des Museums für Ur- und Frühgeschichte Schwerin ergaben, dass es sich bei den hier geborgenen slawischen Keramiken um die ältesten Fundstücke dieser Art in Mecklenburg handelt. Für diese Stücke gilt der Name Sukower Gruppe.

### Sukow
1314 wurde Sukow erstmals in einer Urkunde erwähnt. Vom Beginn des 16. Jahrhunderts bis zum Ende des 19. Jahrhunderts war das Gut im Besitz derer von Blücher. Der Ortsteil Marienhof entstand erst am Ende des 19. Jahrhunderts als Vorwerk.

### Levitzow
Der Ortsteil Levitzow taucht 1304 erstmals urkundlich auf. Die Dorfkirche Levitzow ist vermutlich noch 20 Jahre älter, worauf die romanischen Rundbogenfenster schließen lassen.
Das Gut war bis zum Ende des 18. Jahrhunderts im Besitz der Familie Lowtzow und hatte danach wechselnde Besitzer. In den 1930er Jahren kamen westdeutsche, katholische Siedler in das Gemeindegebiet.

## Sehenswürdigkeiten
- Evangelische, frühgotische Dorfkirche Levitzow vom späten 13. Jahrhundert
- Katholische Kirche in Levitzow, 1954–57 nach Plänen von Adolf Kegebein erbaut[3][4]
- Wassermühle in Levitzow von 1894
- Gutsanlage Sukow-Marienhof mit Gutshaus von um 1900
- Gutshaus Levitzow von 1899

→ Siehe auch Liste der Baudenkmale in Sukow-Levitzow

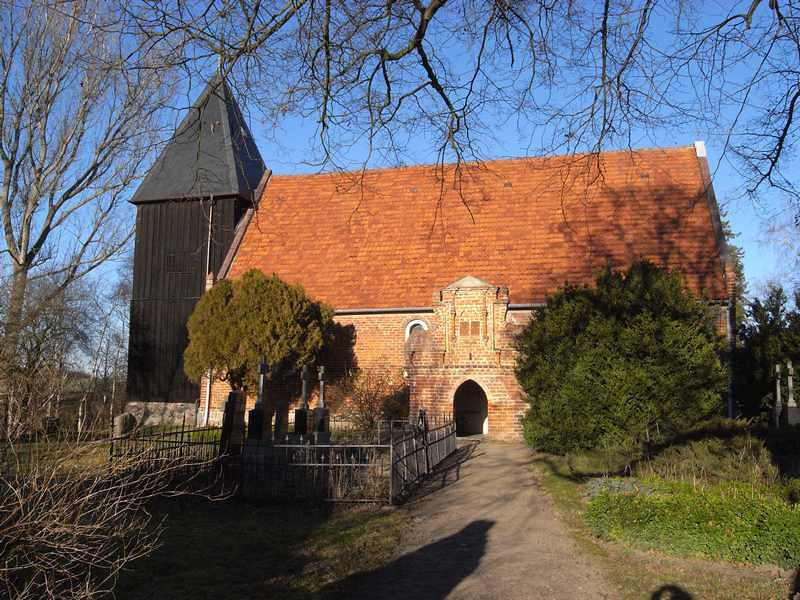
Dorfkirche
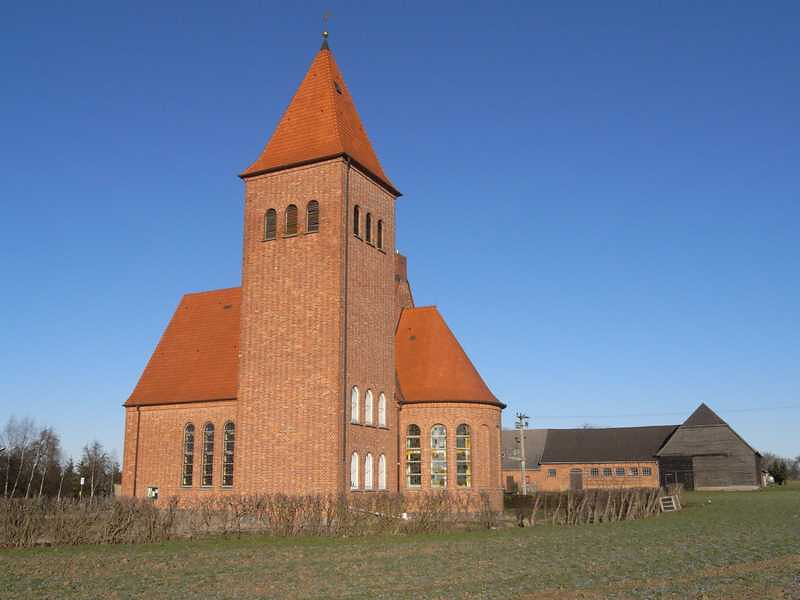
Katholische Kirche
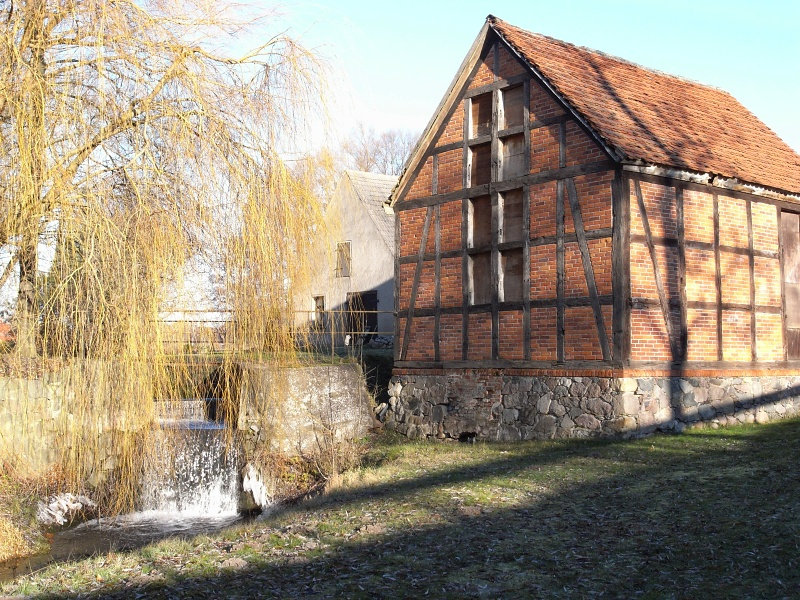
Wassermühle am Schlosspark

## Verkehrsanbindung
Die Ortsteile Levitzow und Marienhof liegen an der Verbindungsstraße von Teterow nach Gnoien, im Nachbarort Thürkow besteht Anschluss an die Bundesstraße 108 (Teterow–Rostock). Der nächste Bahnhof befindet sich im 10 km entfernten Teterow.